# 3784 Шопен
3784 Шопен (3784 Chopin) — астероїд головного поясу, відкритий 31 жовтня 1986 року.
Тіссеранів параметр щодо Юпітера — 3,149.